# Peter Doherty and the Puta Madres
Peter Doherty and The Puta Madres è un gruppo musicale capitanato da Peter Doherty (voce solista, chitarra ritmica), il suo terzo progetto musicale dopo The Libertines e Babyshambles. Il 28 gennaio 2019 pubblicano il loro singolo di debutto, Who's Been Having You Over.
Il 26 aprile dello stesso anno pubblicano il loro primo album, l'omonimo Peter Doherty & The Puta Madres.

## Storia
Peter Doherty and the Puta Madres sono stati formati dai membri della band del tour di Doherty "Eudaimonia" del 2016, incluso Drew McConnell, bassista della precedente band di Doherty, Babyshambles. A novembre 2016 hanno reclutato Jack Jones dei Trampolene come chitarrista all'ultimo minuto poco prima di suonare il loro primo spettacolo insieme sotto il nome di Puta Madres e tornare in Europa per suonare al Bataclan appena riaperto a Parigi.
Nel febbraio del 2019 hanno suonato sei spettacoli sold out in tutto il Regno Unito.

## Formazione
- Peter Doherty - voce, chitarra ritmica, sitar (2016 - oggi)
- Jack Jones - chitarra solista (2016 - oggi)
- Katia De Vidas - pianoforte, tastiere (2016 - oggi)
- Miki Beavis - violino (2016 - oggi)
- Miggles - basso (2017 - oggi)
- Rafa - batteria (2016 - oggi)

## Discografia
Album in studio
- 2019 - Peter Doherty & The Puta Madres